# Großsteingrab Kyndby
Das Großsteingrab Kyndby ist eine megalithische Grabanlage der jungsteinzeitlichen Nordgruppe der Trichterbecherkultur im Kirchspiel Kyndby in der dänischen Kommune Frederikssund.

## Lage
Das Grab liegt etwa gleich weit entfernt von Dalby Huse und Kyndby Huse auf erhöhtem Gelände über der Küste. In der näheren Umgebung gibt bzw. gab es zahlreiche weitere megalithische Grabanlagen.

## Forschungsgeschichte
Im Jahr 1942 führten Mitarbeiter des Dänischen Nationalmuseums eine Dokumentation der Fundstelle durch.

## Beschreibung
Die Anlage besitzt eine annähernd runde Hügelschüttung mit einem Durchmesser von etwa 5 m in nord-südlicher Richtung und 6 m in ost-westlicher Richtung; die Höhe beträgt 0,75 m. Die in der Mitte des Hügels gelegene Grabkammer ist als Urdolmen anzusprechen. Sie ist ost-westlich orientiert und hat eine Länge von 1,7 m und eine Breite von 0,6 m. Die Kammer besitzt je einen Wandstein an den Langseiten und einen Abschlussstein an der westlichen Schmalseite. Die Ostseite ist offen. 4 m östlich der Kammer liegt ein Stein mit einer Länge von 2 m und einer Breite von 1,5 m. Vermutlich handelt es sich um den verschleppten Deckstein. Auf der verfüllten Kammer liegen drei weitere Steine, bei denen es sich vielleicht um verschleppte Umfassungssteine des Hügels handelt.